# Trachylepis comorensis
Espèce
Synonymes
- Euprepes comorensis Peters, 1854
- Mabuya comorensis (Peters, 1854)
- Euprepes angasijanus Peters, 1882

Statut de conservation UICN

 LC  : Préoccupation mineure
Trachylepis comorensis est une espèce de sauriens de la famille des Scincidae.

## Répartition
Cette espèce se rencontre :
- dans l'archipel des Comores ;
- sur l'île de Nosy Tanikely à Madagascar où elle a été introduite ;
- sur l'île de Casuarina dans l'archipel des Primeiras et Segundas au Mozambique où elle a été introduite.

## Étymologie
Son nom d'espèce, composé de comor[es] et du suffixe latin -ensis, « qui vit dans, qui habite », lui a été donné en référence au lieu de sa découverte, l'archipel des Comores.

## Publication originale
- Peters, 1854 : Diagnosen neuer Batrachier, welche zusammen mit der früher (24. Juli und 17. August) gegebenen Übersicht der Schlangen und Eidechsen mitgetheilt werden. Bericht über die zur Bekanntmachung geeigneten Verhandlungen der Königlich preussischen Akademie der Wissenschaften zu Berlin, vol. 1854, p. 614-628 (texte intégral).